# 金子信雄の楽しい夕食
『金子信雄の楽しい夕食』（かねこのぶおのたのしいゆうしょく）は、1987年4月6日から1995年3月31日まで朝日放送（ABC、朝日放送テレビ）を制作局として、テレビ朝日系列で放送した料理番組である。食通・料理通として知られた俳優の金子信雄が自慢の料理の腕前を披露し、人気を博した。放送時間は、月曜日から金曜日の13:00 - 13:15（JST）であった。

## 歴代アシスタント
- 東ちづる（1987年4月 - 1992年3月）
- 大桃美代子（1992年4月 - 1993年3月）
- 成田万寿美（1993年4月 - 1995年3月）

## 最終回
司会者である金子の健康上の問題から、『上沼恵美子のおしゃべりクッキング』を新たに立ち上げるために1995年3月での終了が決定していたが、その矢先の同年1月20日に金子が死去した。その後は収録済の分を放送した後、番組内で金子が作ったレシピを辻調理師専門学校の講師が改めて作るという形で最終回までつないだ。また歴代のアシスタントが出演し、過去に作った料理で金子を偲ぶ回もあった。最終回には金子の息子が出演し、母（金子の妻）である丹阿弥谷津子の代理を兼ねて視聴者にお礼の挨拶を述べて、8年に渡る番組は終了した。

## 番組エピソード
- 収録は大阪・朝日放送のスタジオで、1日で2週間分（10本）をまとめて収録していた。この体制は後番組の『上沼恵美子のおしゃべりクッキング』、2024年5月現在放送している『DAIGOも台所〜きょうの献立何にする?〜』に至るまで変わっていない。
- オープニングは毎回、スタジオからではなく、市場での食材を紹介するシーンから始まっていた（必ずしもそれがその日に採り上げるメニューの材料だとは限らない）。しかし、途中から全編スタジオからの放送に切り替わった。
- 毎回試食のシーンでは金子が酒を飲んでおり（料理に合わせて日本酒、ビール、ワインを選ぶ。また、調理をしている東を横目に冷蔵庫から調理用のワインを取り出して飲んだり、大さじ2杯の料理酒を3杯と言って最後の1杯を飲んでいた事もある）、2週間分一気に収録するため、週末の放送などでは呂律が回らない事も多かった。
- 通常でも調理しながら洒落や冗句を織り込みつつの軽妙なトークを展開していたが、酒が回るにつれてかなりきわどい発言をする事があった。
金子は東ちづるを大変気に入っていたが、東の金子の扱いが巧く、セクハラをそうとは見せずあしらっていた（その一方で視聴者への調理法および分量等の説明を過不足なくこなすなど、進行役としても非常に優秀であった）。

　例：（当時ぽっちゃり気味だった東に対して）金子：「この鶏は太っているだろう？あずま鶏っていうんだ」

　　　東：「先生柔らかさはどのくらいで」金子：「ちじゅるのおっぱいくらいの柔らかさだな」

　　　（大桃の髪の毛を突然掴んで）金子：「いい匂いじゃ～」等

- 金子と東のコンビネーションが絶妙だったために東降板後の大桃や成田は進行をこなすのが精いっぱいで金子の扱いに苦しむこととなり、金子は（特に大桃に）「ちじゅるはそうじゃなかったぞ」や、「ちじゅるならここで…」と東への寵愛ぶりを隠すことなく比較批評して適当にあしらうという素っ気ないやり取りが多くなり、時にはかなりやる気のない場面もあった。大桃は同時期に出演していた「テレビのツボ」で、金子と反りが合わないことを愚痴ることが幾度かあった。これがスタッフの目に留まってしまい、降板に繋がってしまった。
- 番組の後期になると年老いて1週間収録分の料理を全て少しずつでも食べることが難しくなったためか、金子自身は作った料理に全く箸を付けずアシスタントだけが味見をして、金子は酒だけ飲んでいるというシーンが増えた。
- 通常、テレビの料理番組では、「10分煮込む」などの場合、あらかじめ調理しておいた鍋などを用意して入れ替える事が行われるが、この番組では本当に調理が終わるまで待っていたとされる。なお、画面には調理時間経過を表す時計が出ており、その際に流れるジングルには、高井麻巳子の「素顔で恋して」（アルバム「いとぐち」収録）のエンディング部分（ガットギターのソロフレーズ）が使われていた。
- 朝日放送では毎年夏に高校野球の中継時期を迎えると、準決勝放送日などを中心に、大会終了後に同局に限り臨時枠移動とし、次番組の『徹子の部屋』（テレビ朝日制作）を臨時遅れネットとする形式を採っており、朝日放送以外のテレビ朝日系列フルネット局各局では本来の放送日時に先行裏送りネットとした（その日の試合〈地方予選含む〉に出場する地元代表校と関連する地方系列局も同じで、この場合本番組と『徹子の部屋』共々後刻に臨時遅れネットしていた）。
- 番組の最後、エンディングテーマが流れ出しスタッフロールが出た後に、必ず「今日のおさらい」という、VTRで作り方をおさらいするコーナーがあった。
- 番組のスポンサーであったイカリソースから、金子のタイアップ商品としてレトルト包装のソースやドレッシングが「金子信雄のグルメシェフ」ブランドで発売されていた。また、CMに金子と東のコンビで出演したこともある。

## スタッフ
- 構成：服部悦子
- 音楽：PEE&NAO
- 美術：つむら工芸
- タイトル：シュプール
- ディレクター：鈴木直哉（東通企画）、長谷川豊（東通企画）
- プロデューサー：鍋島進二（ABC）→小関道幸（ABC）、肥爪道夫（東通企画→エックスワン）、鈴木直哉（東通企画）
- 協力：ACTUS、COOK・PAL
- 企画協力：林弘久（ジーエス）
- 制作協力：大阪東通、エックスワン（x1→1993年4月 - 1995年3月）
- 制作著作：ABC（1989年3月迄は朝日放送）、東通企画

## エンディングテーマ
- 「COOK・クッキング」 歌・エッちゃん・ジュンちゃん（チェリッシュ）　作詞・作曲：PEE&NAO　編曲：加藤達雄
  - 最大の特徴として、最後の「出来たー!!」のフレーズを、前述の「今日のおさらい」でその日に採り上げたメニューができ上がったシーンが出てくる瞬間と合わせるようにしていた。
- なお本曲はオープニングでも使われていた。当初は、前述の市場のシーンをバックにスポンサークレジットが出る部分のBGMにイントロが使われ、CMを挟んで本編が始まる際にBGMとしてボーカル部分冒頭から流れていた。市場のシーンが使われなくなるとスポンサークレジット部分でもボーカル部分で始まるようになった。

## ネット局
※社名・系列は放送終了（途中打ち切り局は打ち切り）当時のもの
| 放送対象地域  | 放送局           | 系列                          | ネット形態 | 備考                                            |
| ------------- | ---------------- | ----------------------------- | ---------- | ----------------------------------------------- |
| 近畿広域圏    | 朝日放送         | テレビ朝日系列                | 制作局     | 現・朝日放送テレビ                              |
| 北海道        | 北海道テレビ     | テレビ朝日系列                | 同時ネット |                                                 |
| 青森県        | 青森朝日放送     | テレビ朝日系列                | 同時ネット | 1991年10月開局から                              |
| 宮城県        | 東日本放送       | テレビ朝日系列                | 同時ネット |                                                 |
| 秋田県        | 秋田朝日放送     | テレビ朝日系列                | 同時ネット | 1992年10月開局から                              |
| 山形県        | 山形テレビ       | テレビ朝日系列                | 同時ネット | 1993年4月のテレビ朝日系列へのネットチェンジから |
| 福島県        | 福島放送         | テレビ朝日系列                | 同時ネット |                                                 |
| 関東広域圏    | テレビ朝日       | テレビ朝日系列                | 同時ネット |                                                 |
| 新潟県        | 新潟テレビ21     | テレビ朝日系列                | 同時ネット |                                                 |
| 長野県        | テレビ信州       | 日本テレビ系列 テレビ朝日系列 | 同時ネット | 1991年3月まで                                   |
| 長野県        | 長野朝日放送     | テレビ朝日系列                | 同時ネット | 1991年4月開局から                               |
| 静岡県        | 静岡朝日テレビ   | テレビ朝日系列                | 同時ネット | [ 5 ]                                           |
| 石川県        | 北陸朝日放送     | テレビ朝日系列                | 同時ネット | 1991年10月開局から                              |
| 中京広域圏    | 名古屋テレビ     | テレビ朝日系列                | 同時ネット |                                                 |
| 広島県        | 広島ホームテレビ | テレビ朝日系列                | 同時ネット |                                                 |
| 山口県        | 山口放送         | 日本テレビ系列 テレビ朝日系列 | 遅れネット | 1993年3月打ち切り                               |
| 山口県        | 山口朝日放送     | テレビ朝日系列                | 同時ネット | 1993年10月開局から                              |
| 香川県 岡山県 | 瀬戸内海放送     | テレビ朝日系列                | 同時ネット |                                                 |
| 福岡県        | 九州朝日放送     | テレビ朝日系列                | 同時ネット |                                                 |
| 長崎県        | 長崎文化放送     | テレビ朝日系列                | 同時ネット | 1990年4月開局から                               |
| 熊本県        | 熊本朝日放送     | テレビ朝日系列                | 同時ネット | 1989年10月開局から                              |
| 大分県        | 大分放送         | TBS系列                       | 遅れネット | 途中打ち切り                                    |
| 大分県        | 大分朝日放送     | テレビ朝日系列                | 同時ネット | 1993年10月開局から                              |
| 宮崎県        | 宮崎放送         | TBS系列                       | 遅れネット | 1989年3月30日打ち切り                           |
| 鹿児島県      | 鹿児島放送       | テレビ朝日系列                | 同時ネット |                                                 |

### ネット局に関する備考
- 番組放映当時はテレビ朝日系フルネット局が次第に増えていった時期であり、最終的に朝日放送・テレビ朝日との同時ネット局は最大21局に及んだ。
- 1995年4月に開局を控えた愛媛朝日テレビでは、サービス放送で最終週のみ放送した。
- 遅れネットではあったが、チャネル・オー→スカイ・エーでも放送していた。
- 放送時点で日本テレビ系列とのクロスネット局だった青森放送（1991年9月まで）・山形放送（1993年3月まで）・福井放送（1989年4月以降）、フジテレビ系列とのクロスネット局だったテレビ熊本（1989年9月まで）、日テレ・フジ両系列との3系列のクロスネット局だったテレビ大分（1993年9月まで）・テレビ宮崎では、スポンサーセールスや編成の都合が付かなかったため、放送されなかった（大分県では大分放送、宮崎県では宮崎放送へ移譲）。
- 1989年4月3日放送分から、エンディングのクレジットタイトルが「制作著作：朝日放送・東通企画」から「制作著作：ABC・東通企画」に変更した。

## 書籍化
- 金子信雄の楽しい夕食 : 食べ上手・作り上手が教えるおいしいお惣菜十二か月 金子信雄 著 実業之日本社  1988 
  - 金子信雄の楽しい夕食 金子信雄 著 文芸春秋  1991(文春文庫)
- 金子信雄の楽しい夕食 : 食べ上手・作り上手が教える四季のおいしいお惣菜 続 金子信雄 著 実業之日本社  1989 
  - 金子信雄の楽しい夕食 続 金子信雄 著 文芸春秋  1994(文春文庫)
- 金子信雄の楽しい夕食 続続 金子信雄 著 実業之日本社  1990
- 金子信雄の楽しい夕食 part 4 金子信雄 著 実業之日本社  1991
- 金子信雄の楽しい夕食 part 5 金子信雄 著 実業之日本社  1993
- 金子信雄の楽しい夕食 part 6 金子信雄 著 実業之日本社  1994